# 科爾基斯國家公園
科爾基斯國家公園是格魯吉亞的國家公園，位於該國西部，橫跨薩梅格雷洛-上斯瓦內蒂和古里亞两个大区，成立於1998年，面積808平方公里，每年平均降雨量1,500至1,600毫米。